# Lasioptera
Lasioptera is een geslacht uit de familie van de galmuggen (Cecidomyiidae). 
De wetenschappelijke naam Lasioptera werd in 1818 gepubliceerd door Johann Wilhelm Meigen. De typesoort is Lasioptera picta.

## Soorten[3]
- Lasioptera abhamata  Felt, 1907
- Lasioptera achyranthesae  Sharma, 1988
- Lasioptera achyranthii  Shinji, 1939
- Lasioptera aechynomensis  (Brethes, 1918)
- Lasioptera aeschynanthusperottetti  (Mani, 1944)
- Lasioptera aeschynanthusperottetti  Mani, 1943
- Lasioptera annandalei  (Mani, 1934)
- Lasioptera anonae  Tavares, 1908
- Lasioptera argentata  Loew, 1850
- Lasioptera ariasis
- Lasioptera arizonensis  Felt, 1908

- Lasioptera artemisiae  Dombrovskaja, 1940
- Lasioptera artemisifoliae  Shinji, 1939
- Lasioptera arundinis  Schiner, 1854
- Lasioptera astericola  Shinji, 1939
- Lasioptera asterspinosae  White, 1950
- Lasioptera asystasiae  Nayar, 1944
- Lasioptera aurata  Skuse, 1888
- Lasioptera auricincta  Loew, 1850
- Lasioptera basiflava
- Lasioptera berberina  (Schrank, 1781)
- Lasioptera berlesiana  Paoli, 1907
- Lasioptera bothriochloae  Rao & Sharma, 1977
- Lasioptera bryoniae  Schiner, 1868
- Lasioptera buhri  Möhn, 1968
- Lasioptera calamagrostidis  Rübsaamen, 1893
- Lasioptera callicarpae  (Shinji, 1938)
- Lasioptera camelliae  Ohno & Yukawa, 1984
- Lasioptera carophila  Loew, 1874
- Lasioptera caryae  Felt, 1907
- Lasioptera centerensis  Felt, 1918
- Lasioptera cephalandrae  (Mani, 1934)
- Lasioptera cerasiphera  Stelter, 1990
- Lasioptera cerei  Rübsaamen, 1905
- Lasioptera chichindae  (Grover, 1965)
- Lasioptera cimicifugae  Kovalev, 1967
- Lasioptera cinerea  Felt, 1907
- Lasioptera clinopodii  Kovalev, 1967
- Lasioptera collinsonifolia  (Beutenmuller, 1908)
- Lasioptera cordobensis  Kieffer & Jörgensen, 1910
- Lasioptera corni  Felt, 1907
- Lasioptera corusca  Skuse, 1888
- Lasioptera crataevae  (Mani, 1934)
- Lasioptera cratavae  (Mani, 1934)
- Lasioptera cubitalis  Kieffer, 1913
- Lasioptera cylindrigallae  Felt, 1907
- Lasioptera dioscoreae  Kovalev, 1967
- Lasioptera dombrovskajae  Fedotova & Kovalev, 2005
- Lasioptera donacis  Coutin & Faivre-Amiot, 1982
- Lasioptera ephedrae  Cockerell, 1898
- Lasioptera ephedricola  Cockerell, 1902
- Lasioptera eriochloa  Felt, 1926
- Lasioptera eryngii  (Vallot, 1829)
- Lasioptera euphobiae  Shinji, 1944
- Lasioptera excavata  Felt, 1907
- Lasioptera falcata  Felt, 1919
- Lasioptera flavoventris  (Felt, 1908)
- Lasioptera fluitans  Felt, 1917
- Lasioptera francoisi  (Kieffer, 1902)
- Lasioptera fructuaria  Felt, 1916
- Lasioptera furcata  Philippi, 1865
- Lasioptera gibaushi  Shinji, 1939
- Lasioptera graciliforceps  Kieffer & Jörgensen, 1910
- Lasioptera hamata  (Felt, 1907)
- Lasioptera hamata  Felt, 1907
- Lasioptera helvipes  Skuse, 1888
- Lasioptera heterothalami  Kieffer & Jörgensen, 1910
- Lasioptera hieronymi  (Weyenergh, 1875)
- Lasioptera howardi  Felt, 1921
- Lasioptera humulicaulis  Felt, 1907
- Lasioptera hungarica  Möhn, 1968
- Lasioptera hygrophila  Kovalev, 1967
- Lasioptera indica  Rao, 1952
- Lasioptera javanica  Kieffer & Leeuwen-Reijnvaan, 1910
- Lasioptera kallstroemia  Felt, 1935
- Lasioptera kasarzewskella  Marikovskij, 1958
- Lasioptera koreana  Kovalev, 1967
- Lasioptera kosarzewskella  Marikovskij, 1957
- Lasioptera lactucae  Felt, 1907
- Lasioptera lespedezae  Shinji, 1939
- Lasioptera lignicola  Schiner, 1868
- Lasioptera longipes  Kieffer, 1904
- Lasioptera longispatha  Kieffer, 1909
- Lasioptera lonicericola  Kovalev, 1967
- Lasioptera loyolai  Mani, 1986
- Lasioptera mangiflorae  (Grover, 1968)
- Lasioptera manilensis  Felt, 1918
- Lasioptera mastersi  Skuse, 1888
- Lasioptera melampyri  Möhn, 1968
- Lasioptera miscella  Skuse, 1888

- Lasioptera moliniae  Möhn, 1968
- Lasioptera monticola  Kieffer & Herbst, 1909
- Lasioptera nenuae  (Grover, 1965)
- Lasioptera nigrocincta  Kieffer, 1904
- Lasioptera nodosae  Skuse, 1888
- Lasioptera obfuscata  (Meigen, 1818)
- Lasioptera orientalis  Rao, 1956
- Lasioptera paederiae  (Shinji, 1944)
- Lasioptera pallipes  Philippi, 1865
- Lasioptera paniculi  Felt, 1920
- Lasioptera parva  (Walker, 1848)
- Lasioptera piriqueta  Felt, 1917
- Lasioptera populnea  Wachtl, 1883
- Lasioptera portulacae  Cook, 1911
- Lasioptera psederae  Felt, 1934
- Lasioptera puerariae  (Shinji, 1938)
- Lasioptera pusilla  (Meigen, 1818)
- Lasioptera querciflorae  Felt, 1908
- Lasioptera querciperda  Felt, 1908
- Lasioptera quercirami  Felt, 1926
- Lasioptera rubi  (Schrank, 1803)
- Lasioptera ruebsaameni  Möhn, 1968
- Lasioptera rufa  Kieffer, 1904
- Lasioptera serotina  Felt, 1908
- Lasioptera solani  (Felt, 1907)
- Lasioptera solidaginis  Osten Sacken, 1863
- Lasioptera soongarica  Fedotova, 1991
- Lasioptera sorghivora  (Harris, 1960)
- Lasioptera spiraeafolia  Felt, 1909
- Lasioptera stelteri  Möhn, 1968
- Lasioptera tarbagataica  Fedotova, 1991
- Lasioptera taroiae  (Grover, 1965)
- Lasioptera terminaliae  Tavares, 1908
- Lasioptera textor  Kieffer, 1905
- Lasioptera thuringica  Möhn, 1968
- Lasioptera tibialis  Felt, 1914
- Lasioptera tiliarum  Mamaeva, 1964
- Lasioptera tomentosae  (Grover, 1967)
- Lasioptera toombii  (Grover, 1962)
- Lasioptera tridentifera  Kieffer & Jörgensen, 1910
- Lasioptera trilobata  Kieffer, 1909
- Lasioptera tuberosa  Kieffer, 1913
- Lasioptera turcica  Möhn, 1968
- Lasioptera ukogi  Shinji, 1940
- Lasioptera umbelliferarum  Kieffer, 1909
- Lasioptera uncinata  Gagne , 1997
- Lasioptera urvilleae  Tavares, 1909
- Lasioptera ussurica  Mamaeva & Kritskaya, 1980
- Lasioptera vastatrix  Skuse, 1888
- Lasioptera ventralis  Say, 1824
- Lasioptera viburni  Felt, 1907
- Lasioptera virgata  Skuse, 1890
- Lasioptera vitis  Osten Sacken, 1862
- Lasioptera wildi  Skuse, 1890
- Lasioptera yadokariae  Yukawa & Haitsuka, 1994
- Lasioptera ziziae  Felt, 1908